# 2010년 북반구 여름 폭염

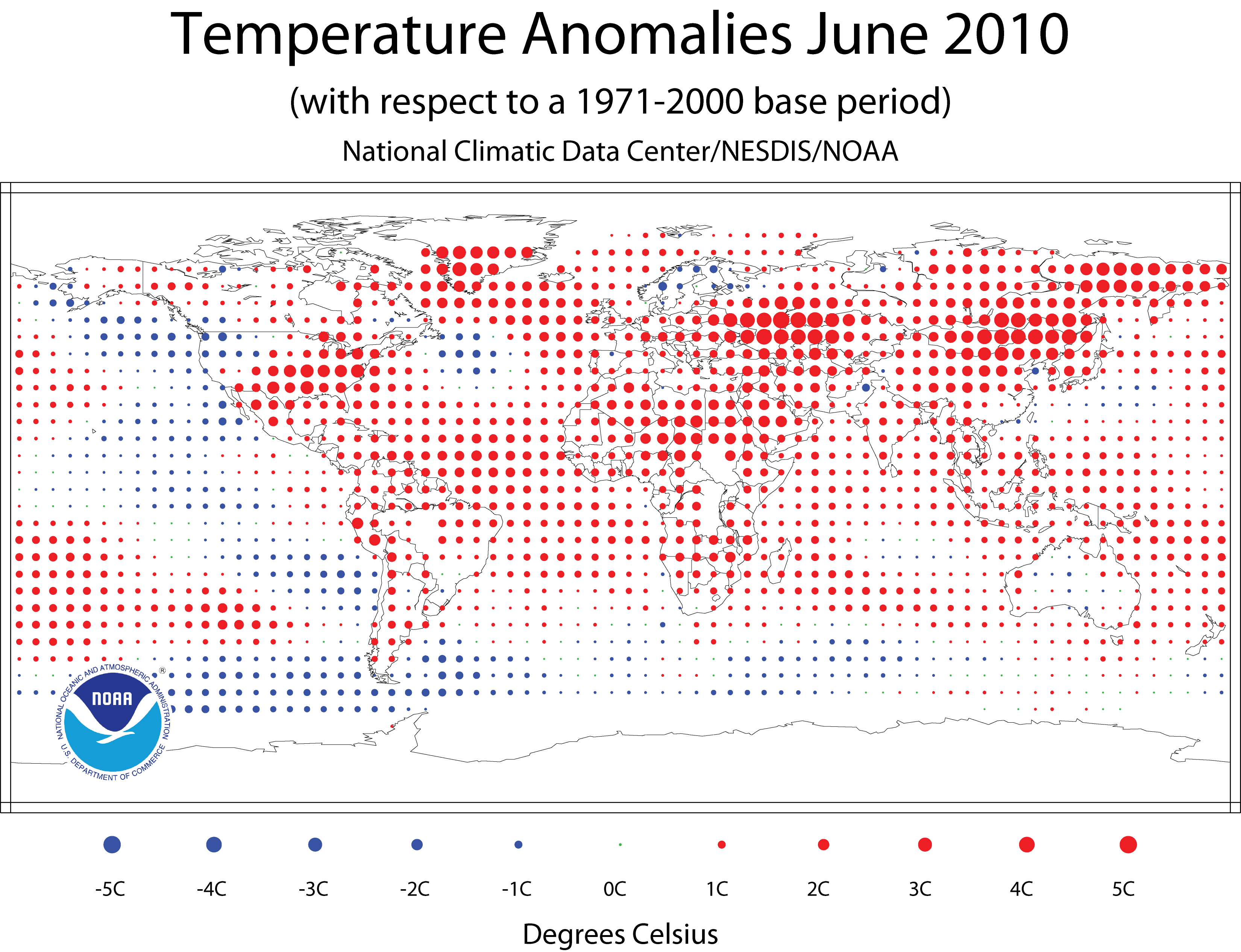
2010년 6월 전 세계 폭염으로 인해 평균 이상의 기온을 나타낸 지도이다.

2010년 북반구 여름 폭염(2010 Northern Hemisphere heat waves)에는 2010년 7월 29일 미국, 카자흐스탄, 몽골, 중국, 홍콩, 북아프리카, 유럽 대륙 대부분과 캐나다, 러시아, 인도차이나반도, 한국, 일본 일부 지역에 영향을 미친 극심한 폭염이 포함되었다. 전 지구적 폭염의 첫 번째 단계는 2009년 6월부터 2010년 5월까지 지속된 중간 정도의 엘니뇨 현상으로 인해 발생했다. 이 엘니뇨 현상은 2010년 4월부터 2010년 6월까지만 지속되었으며, 영향을 받은 지역에서는 평균 이상의 중간 정도의 기온만 나타냈지만, 북반구의 영향을 받은 대부분의 지역에서 새로운 최고 기온 기록을 세웠다.
더욱 파괴적인 두 번째 단계는 2010년 6월부터 2011년 6월까지 지속된 매우 강력한 라니냐 현상으로 인해 발생했다. 기상학자들에 따르면 2010-2011년 라니냐 현상은 관측된 것 중 가장 강력한 라니냐 현상 중 하나였다. 같은 라니냐 현상은 오스트레일리아 동부 지역에도 파괴적인 영향을 미쳤다. 두 번째 단계는 2010년 6월부터 10월까지 지속되었으며, 심각한 폭염과 여러 차례의 기록적인 고온을 초래했다. 이 폭염은 2010년 4월에 시작되었는데, 당시 북반구의 대부분 피해 지역에 강력한 고기압이 발달하기 시작했다. 이 폭염은 2010년 10월에 끝났는데, 당시 대부분의 피해 지역에 강력한 고기압이 소멸되었다.
2010년 여름의 폭염은 6월에 미국 동부, 중동, 동유럽, 러시아 유럽 지역, 그리고 중국 북동부와 러시아 남동부 지역에서 가장 심했다. 2010년 6월은 전 세계적으로 평균보다 0.66°C(1.2°F) 높은 기온을 기록하며 4개월 연속 가장 더운 달을 기록했다. 4월부터 6월까지는 북반구 육지 지역에서 평균보다 1.25°C(2.25°F) 높은 기온을 기록하며 역대 가장 더운 달을 기록했다. 6월 전 세계 평균 기온의 이전 기록은 2005년 0.66°C(33.19°F)였으며, 북반구 육지 지역에서 4월부터 6월까지의 이전 최고 기온은 2007년 1.16°C(34.09°F)였다.
시베리아 상공에 위치한 고기압 중 가장 강력한 고기압은 최대 고기압 1,040밀리바를 기록했다. 악천후로 인해 중국에서 산불이 발생하여 300명의 팀 중 3명이 다리 빈촨 현에서 발생한 화재와 싸우다 사망했다. 윈난성은 2월 17일까지 60년 만에 최악의 가뭄을 겪었다. 사헬 지역에는 이미 1월부터 심각한 가뭄이 보고되었다. 8월에는 그린란드 북부, 나레스 해협, 북극해를 연결하는 피터만 빙하 혀의 일부가 떨어져 나가면서 48년 만에 북극에서 가장 큰 빙붕이 분리되었다. 2010년 10월 말 폭염이 끝날 무렵, 북반구에서만 약 5,000억 달러(2011년 미화)의 피해가 발생했다.
러시아에서는 폭염으로 5만 5천 명 이상이 사망하여 2010년 아이티 지진 발생 후 불과 몇 달 만에 발생한 이번 폭염은 10년 동안 6번째로 치명적인 자연재해가 되었다. 세계기상기구(WMO)는 폭염, 가뭄, 홍수가 21세기 지구 온난화에 기반한 예측과 일치한다고 밝혔는데, 여기에는 기후변화에 관한 정부간 협의체(IPCC)의 2007년 제4차 평가 보고서에 기반한 예측도 포함된다. 일부 기후학자들은 대기 중 이산화탄소 농도가 산업화 이전 수준이었다면 이러한 기상 현상은 발생하지 않았을 것이라고 주장한다.

## 같이 보기
- 한파
- 가뭄
- 엘니뇨 남방진동
- 기후변화
- 히트 버스트
- 도시 열섬
- 2010년 에이야퍄들라이외퀴들 분화
- 2003년 유럽 폭염